# Ramapo
Ramapo es una ciudad en el condado de Rockland, Nueva York, Estados Unidos. Se formó originalmente como New Hampstead, en 1791, y se convirtió en Ramapo en 1828. [3] Comparte su nombre con el río Ramapo. Según el censo de 2010, Ramapo tenía una población total de 126.595, lo que la convierte en la ciudad más poblada de Nueva York fuera de Long Island. Si se incorporara Ramapo como ciudad, sería la sexta ciudad más grande del estado de Nueva York.
El nombre de la ciudad, registrado de diversas formas como Ramopuck, Ramapock o Ramapough, es de origen Lenape, que significa "agua dulce" o "rocas inclinadas". Los primeros mapas se referían a Ramapo como Ramepog (1695), Ramepogh (1711) y Ramapog (1775). 
La ciudad está ubicada al sur de Haverstraw y al oeste de Clarkstown y Orangetown.

## Geografía
Ramapo se encuentra ubicado en las coordenadas 41°08′28″N 73°10′07″O / 41.14111, -73.16861. Según la Oficina del Censo, la ciudad tiene un área total de 160,4 km² (61,9 mi²), de la cual 158,6 km² (61,2 mi²) es tierra y 1,8 km² (0,7 mi²) (1.8%) es agua.

## Demografía
Según la Oficina del Censo en 2000 los ingresos medios por hogar en la localidad eran de $60,352, y los ingresos medios por familia eran $67,004. Los hombres tenían unos ingresos medios de $46,286 frente a los $34,632 para las mujeres. La renta per cápita para la localidad era de $22,868. Alrededor del 16.3% de la población estaban por debajo del umbral de pobreza.

## Educación
El Distrito Escolar East Ramapo Central sirve partes del este del pueblo de Ramapo.

## Ciudades hermanadas
- Andretta, Italia